# Moplah (Schwert)
Das Moplah  ist ein Schwert, das standesgemäß von den Moplahs, der muslimischen Bevölkerung an der Malabarküste im Südwesten Indiens, getragen wurde.

## Geschichte
Die Moplahs benutzten das Schwert etwa ab dem 17. Jahrhundert als Waffe und Werkzeug. Es kam in mehreren Aufständen, darunter dem sogenannten Moplah-Aufstand von 1921/22 gegen die britischen Kolonisatoren zum Einsatz.

## Beschreibung
Das Moplah-Schwert hat eine leichte, breite und zweischneidige Klinge, die sich in der Nähe des Orts (Spitze) verbreitert und leicht konkav verläuft. Die Klinge ist glatt geschliffen und hat keinen Hohlschliff (fälschlich Blutrinne). Die Klinge hat bei manchen Versionen einen starken Mittelgrat, der bis in die Spitze verläuft. Der Heft ist meist aus Holz, Horn oder Bein geschnitzt und besitzt kein Parier. Der Griff verfügt am Ende über einen nach innen gebogenen, knaufartigen Fortsatz. An dem Übergang zwischen Klinge und Heft sind oft Verzierungen vorhanden, die meist traditionelle oder religiöse Bedeutung haben. Die Klingen sind etwa 35 cm lang, an der breitesten Stelle etwa 10 cm breit und haben eine Gesamtlänge von etwa 60 cm. Das Schwert wurde ohne Scheide mit dem Ort nach unten in einem breiten Gürtel auf dem Rücken getragen.